# قطعنامه ۲۰۹۴ شورای امنیت
قطعنامهٔ ۲۰۹۴ شورای امنیت سازمان ملل متحد سندی بین‌المللی دربارهٔ تحریم واردات لوکس به کره شمالی است. این قطعنامه طی نشست شورای امنیت سازمان ملل متحد در تاریخ ۷ مارس ۲۰۱۳ میلادی با ۱۵ رأی موافق، ۰ مخالف و ۰ ممتنع به تصویب رسید.